# Іден (округ Айова, Вісконсин)
Іден (англ. Eden) — місто (англ. town) в США, в окрузі Айова штату Вісконсин. Населення — 339 осіб (2020).

## Демографія
Згідно з переписом 2010 року, у місті мешкало 355 осіб у 136 домогосподарствах у складі 107 родин. Було 151 помешкання
Расовий склад населення:
| - 94,6 % — білих - 0,3 % — азіатів - 3,7 % — осіб інших рас |

До двох чи більше рас належало 1,4 %. Частка іспаномовних становила 5,1 % від усіх жителів.
За віковим діапазоном населення розподілялося таким чином: 22,0 % — особи молодші 18 років, 63,9 % — особи у віці 18—64 років, 14,1 % — особи у віці 65 років та старші. Медіана віку мешканця становила 45,6 року. На 100 осіб жіночої статі у місті припадало 108,8 чоловіків;  на 100 жінок у віці від 18 років та старших — 113,1 чоловіків також старших 18 років.
Середній дохід на одне домашнє господарство  становив 84 353 долари США (медіана — 65 000), а середній дохід на одну сім'ю — 92 172 долари (медіана — 70 000). Медіана доходів становила 37 500 доларів для чоловіків та 40 313 долари для жінок. За межею бідності перебувало 10,4 % осіб, у тому числі 25,0 % дітей у віці до 18 років та 6,0 % осіб у віці 65 років та старших.
Цивільне працевлаштоване населення становило 209 осіб. Основні галузі зайнятості: сільське господарство, лісництво, риболовля — 27,3 %, освіта, охорона здоров'я та соціальна допомога — 15,8 %, роздрібна торгівля — 13,9 %.